# Tra i fuochi in mezzo al cielo
Tra i fuochi in mezzo al cielo è il decimo album di Paola Turci, pubblicato per l'etichetta discografica On the Road Music Factory e distribuito dalla Edel.
Uscito il 16 settembre 2005 e anticipato dal singolo Dimentichiamo tutto, l'album è stato prodotto dalla stessa Turci insieme a Carlo Ubaldo Rossi, già al lavoro con i Subsonica e i Baustelle.
Scritto quasi interamente dall'artista romana, il disco tratta argomenti come violenza, povertà e guerra, temi da sempre molto cari alla cantante. Si inizia con Quasi settembre, brano dedicato a chi allontana la morte grazie all'attaccamento alla vita, per proseguire con Troppo occidentale, ispirata all'omicidio di una ragazza di Berlino uccisa dal fratello. Entrambi i brani sono accompagnati dal basso suonato da Max Gazzè.
Il disco si conclude con Rwanda, brano di denuncia verso il Genocidio ruandese, vincitore del Premio Amnesty 2006, e Tu non dici mai niente, cover di Léo Ferré.
Con questo album l'artista promuove l'associazione Ucodep, Ong che si adopera a favore dell'infanzia nel Vietnam settentrionale.

## Tracce
CD (Edel OTR 16 / EAN 8033055400008)
1. Stai qui – 2:13 (Paola Turci, Alessandro Canini)
2. Come eravamo – 4:16 (Paola Turci, Lucio Morelli)
3. Dimentichiamo tutto – 3:20 (Paola Turci, Lucio Morelli)
4. Quasi settembre – 3:51 (Paola Turci)
5. Troppo occidentale – 3:53 (Paola Turci)
6. Lasciami credere – 3:59 (Paola Turci, Alessandro Canini)
7. Fiore di giardino – 3:21 (Paola Turci)
8. L'inverno senza neve – 3:23 (Paola Turci)
9. Rwanda – 3:21 (Paola Turci)
10. Tu non dici mai niente – 5:36 (Léo Ferré, Enrico Medail)

Durata totale: 37:13

## Formazione
- Paola Turci - voce, chitarra
- Gianluca Misiti - tastiera
- Max Gazzè - basso
- Fernando Pantini - chitarra
- Francesco Chiari - basso
- Alessandro Canini - batteria, pianoforte, Fender Rhodes, arrangiamenti, pre-produzione

## Classifiche
| Classifica (2005) | Posizione |
| ----------------- | --------- |
| Italia            | 37        |